# Chilo agamemnon
Chilo agamemnon is een vlinder uit de familie grasmotten (Crambidae). De wetenschappelijke naam is voor het eerst geldig gepubliceerd in 1962 door Stanisław Błeszyński.
De soort komt voor in Europa.